# تراث شعبي كوري جنوبي
هو مجموعة الفنون القديمة والقصص والحكايات والأساطير المنحصرة ضمن عادات وتقاليد الشعب الكوري. وانتقلت المعارف المتعلقة بالفلكلور الكوري من جيل إلى جيل آخر عن طريق الرواية الشفهية أو المكتوبة.

## التراث الشفهي الكوري

### اللغة الكورية
(بالكورية:한국어 والنطق: Hangugeo أو 조선말 والنطق: Chosŏnmal) هي اللغة المُستخدمة في شبه الجزيرة الكورية، وهي لغة رسمية في كل من الكوريتين كوريا الشمالية وكوريا الجنوبية. ونجد في كوريا الجنوبية يطلق على اللغة الكورية اسم (Hangugeo).
في الماضي كانت اللغة الكورية تعتمد في الكتابة على الحروف الصينية وكان النبلاء والمتعلمين فقط هم من أتقنوا تعلم الحروف الصينية. ونظرًا لما واجهه عامة الشعب الكوري من صعوبة تعلم الحروف الصينية. قام الملك سى جونغ خلال القرن الخامس عشر باختراع الحروف الكورية، وهي المعروفة باسم (한글) وتنطق بالعربية (الهانغول) وبالإنجليزية (hangul). وفي محاولاته لاختراع نظام كتابة اللغة الكورية، بحث عن بعض أنظمة الكتابة المعروفة في ذلك العصر، بما فيها الحروف الصينية القديمة والحروف الويغورية والحروف المنغولية.

كلمة "هانغول" مكتوبة بنظام الهانغول (اللغة الكورية)

وتوصل الملك سى جونغ ومجموعة العلماء إلى اختراع نظام كتابة جديد خاص باللغة الكورية يعتمد على علم الصوتيات اطلقو عليه اسم (الهانغول)، وقاموا بتطوير نظرية التقسيم الثلاثي للمقطع اللفظي، أي نقطة أولى ونقطة وسطى ونقطة نهائية، ويختلف هذا النظام الكوري عن نظام اللغة الصينية القديمة المعتمد على نظرية التقسيم الثنائي للمقطع اللفظي.
الهانغول: هو اسم الحروف الابجدية  الكورية، وتتكون الحروف الابجدية الكورية «الهانجول» من عشر حروف  متحركة واربعة عشر حرفا ثابت، والجمع  بين الحروف المتحركة والثابتة يؤدي إلى خلق مقاطع  لفظية وجمل، ويتم  كتابة الهانجول من اليسار إلى اليمين واحيانا من الاعلى وإلى الاسفل.

### الثقافة والادب
لأدب الكوري هو الإنتاج الادبي المتكوب باللغة الكورية في شبه الجزيرة الكورية. وينقسم إلى أدب كلاسيكي قديم، وادب وحديث. وكان الأدب القديم يكتب باللغة الصينية الكلاسيكية اما الادب الحديث فيكتب باللغة الكورية (الهانغول).
جائزة بارك كيونغ-ني (بالكورية: 박경리 문학상) هي جائزة أدبية دولية ترعاها وتمنحها مؤسسة توجي للثقافة في كوريا الجنوبية. أُنشئت سنة 2011 تخليدًا لذكرى الروائية الكورية الجنوبية بارك كيونغ-ني (1926 ـ 2008)، التي اشتهرت برواية الأجيال الطويلة «توجي» (الأرض) ذات الأجزاء الستة عشر. وتبلغ قيمة الجائزة المالية مائة ألف دولار، مما يجعلها واحدة من أعلى الجوائز الأدبية قيمة في العالم.
ولعل أشهر الروايات في الادب الكوري الحديث:
النباتية (채식주의자) رواية كورية جنوبية من تأليف هان كانغ. فازت الرواية بجائزة مان بوكر الدولية لعام 2016.
تدور أحداث الرواية حول امرأة ترفض الوحشية البشرية، وتتوقف عن أكل اللحوم، وتسعى إلى أن تتحول لشجرة، فالبطلة يونغ هاى، وهي زوجة مطيعة تعانى من كوابيس متكررة، قررت أن تتمرد على أعراف مجتمعها وتتخلى عن أكل اللحوم، الأمر الذي يثير مخاوف أسرتها من أنها تعانى من مرض عقلي.
أرجوك اعتني بأمي (الهانغول:엄마 를 부탁해) رواية من تأليف الكورية كيونغ سوك شين. باعت الرواية مليون نسخة في غضون 10 أشهر من إطلاق النسخة الأولى منها عام 2009 في كوريا الجنوبية، حظيت الرواية باهتمام دولي وفاز الكاتب عام 2011 بجائزة مان الآسيوية الأدبية.

### الميثولوجيا الكورية
تضم الميثولوجيا الكورية العديد من الأساطير الوطنية والقصص الشعبية المنتشرة في جميع أنحاء شبه الجزيرة الكورية. مصدر هذه الأساطير قد يكون من ديانة الشامانية الكورية، أو البوذية، أو الأساطير الصينية واليابانية، أو الأساطير الكونفشيوسية والطاوية. تختلف الأساطير أيضاً على حسب المنطقة في الدولة نفسها. على سبيل المثال فإن سكان جيجو لديهم أسلوب حياة مختلف عن سكان كوريا الآخرين مما يعطي فروقاً في شكليات الأسطورة الواحدة.
ولعل من أشهر الحكايات والاساطير في الميثولوجيا الكورية:
حكاية «جون وو-تشي»
كان يا ما كان، في الماضي البعيد، تحديدًا في عصر جوسون، عاش رجل يُدعى «جون وو تشي»، وكان له قوى سحرية. وكانت البلاد تعاني من الكوارث، فاجتاحتها مجاعة قاسية، وراح القراصنة يهجمون على السواحل الجنوبية للبلاد بكل قسوة. وكنتيجة لذلك، لم يجد العامة ما يقتاتون به، وكانوا يعانون من شظف العيش وقسوة الظروف.
قرر «وو تشي» أن يفعل كل ما بوسعه لمساعدة الفقراء. فطار -مستعينًا بقواه السحرية- إلى القصر الملكي، وطلب من الملك أن يتبرع له بالذهب والفضة لبناء قصر جديد في السماء. اندهش الملك من ذلك الرجل الذي جاءه طائرًا، وقد ظهر فجأة وكأنه قفز إلى الوجود من العدم، وظنه أحد الرُسل القادمين من مملكة السماء، فأعطاه بعض الذهب بكل سرور. استخدم «وو تشي» ذلك الذهب في مساعدة الفقراء. وبلغ ذلك الأمر مسامع الملك فغضب غضبًا شديدًا، وأمر رجاله بإلقاء القبض عليه، لكنهم فشلوا في مساعيهم، فكل مرة يهمون بالإمساك بـ«وو تشي»، كان يغلبهم بقواه السحرية ويفر منهم. لكنه كره ألا يكون مطيعًا لملك بلاده، فذهب إلى القصر وسلّم نفسه إليه طواعية. حاول رجال البلاط قتله لكنهم فشلوا، وانبهر الملك بذلك الرجل الوفي المخلص ذي القدرات السحرية العجيبة، فعرض على «وو تشي» العمل في منصب حكومي. لكن «وو تشي» رفض عرض الملك بكل أدب واحترام، ثم اختفى وكأنه لم يكن.
ركب «وو تشي» سحابة طافية في السماء، وراح يواصل أعماله الخيرة، فكان يتصدق بالطعام على الجوعى، ويساهم بكل ما يستطيع لحل مشاكل الناس. حتى أنه أمسك بأحد زعماء العصابات وسلمه لرجال القصر ليُدخل السرور على قلب الملك. لكن كل هذا كان كافيًا لإثارة غيرة الفاسدين والحاقدين من رجال القصر، الذين أكل الحسد قلوبهم من شدة غيرتهم من قواه السحرية وشهرته، فاتهموه زورًا بأنه يحيك مؤامرة دنيئة. صدق الملك كذبتهم، وأمر بإعدام «وو تشي». طلب «وو تشي» من الملك أن يسمح له بتحقيق أمنية أخيرة قبل موته، وعندما وافق الملك، طلب «وو تشي» أن يُسمح له برسم لوحة، ثم رسم حِصانًا قويًا بديعًا، وباستغلال قواه السحرية، دخل اللوحة وركب الحصان وفر هاربًا من المشهد المرسوم وسط ذهول الحاضرين. واصل هو أفعاله السحرية المذهلة والممتعة في آن، فدخل في معركة في السحر مع رجل يُدعى «صو كيونغ ضُك»، وانهزم في المعركة، فأكن لخصمه احترامًا كبيرًا واعترف بقدراته، وقرر أن يعتبره أستاذًا له. وكأي تِلميذ نجيب، تتبع «وو تشي» أستاذه الجديد إلى أعماق الجبال كي يبدأ تمارينه الروحية وتدريباته النفسية.
كانت هذه هي الحبكة الأساسية الأصلية للقصة التراثية الكورية الشهيرة.
حكاية البخيل والثُعبان
كان يا ما كان، في قديم الزمان، عاش رجل ثري في قرية ريفية. كان اسم عائلته «تشوي»، وكان فاحش الثراء، لكنه كان بخيلًا. لم يكن طيبًا أبدًا مع الناس، ولم يحاول، ولو مرة واحدة، أن يعطي أي شيء إلى جيرانه المحتاجين. كان الناس يتناقلون سيرته بالسوء والشر، لكنه لم يكن يأبه لهم على الإطلاق أو يهتم بما يقولونه، في يوم من الأيام، اضطر السيد «تشويه» للذهاب إلى العاصمة «هان يانغ» لقضاء بعض الأعمال. قبل المغادرة، ترك مفتاح المخزن مع زوجته. كان دائمًا ما يحتفظ بالمفتاح معه ولا يريه لأي شخصٍ أبدًا، لكنه خشي أن يضيع المفتاح المهم أثناء السفر، فأعطاه إلى زوجته، وطلب منها مرارًا أن تحافظ عليه، وألا تسمح لأي أحد بالدخول إلى المخزن.
بعد مغادرة السيد «تشويه»، فتحت زوجته المخزن بالمفتاح الذي أخذته منه، وبما أنه كان دائمًا ما يحرص على المفتاح كل الحرص، فلقد كانت هذه المرة الأولى التي تدخل فيها بنفسها هذه الغرفة. اندهشت الزوجة حين رأت أجولة الغلال مكومة حتى بلغ طولها السقف. كانت تعرف أن أسرتها ثرية، لكنها لم تتخيل أن تكون كل تلك الكميات من الغلال مخزنة بهذا الشكل. قالت لنفسها:«كل هذه الغلال! كم أتمنى أن أشاركها مع جيراننا الطيبون، ما الخطأ في فعل الخير وكسب قلوب الناس؟»، وبعد تفكير طويل طويل، قررت أن توزع بعض هذه الغلال على الجيران.
بعد ذلك، ضجت القرية بالنبأ الكبير، فقد تسلم كل بيت فقير في القرية جوالًا كبيرًا من الأرز. وقد زاد من دهشة الناس معرفتهم أن هذه العطايا الكريمة إنما أتت من منزل السيد «تشويه» البخيل.
وفي تلك الأثناء، كان السيد «تشويه» يعبر النهر على عبارة، وفي منتصف الطريق في عرض النهر، خرج شيءٌ أسود كبير من الماء. اندهش السيد «تشويه» للغاية حتى أنه لم يستطع أن يحدد ماهية ذلك الشيء لوهلة. حتى تكلم الشيء بنفسه ليعرفه بهويته:«أنا ثعبان عمري ألف عام، ولقد عكفت على تناول شخصٍ خبيث القلب مرة كل عام كي أتحول إلى تنين. ولم أعد أحتاج إلا إلى فريسة أخيرة كي أتحول أخيرًا إلى تنين. لقد كنت أنتظرك بفارغ الصبر، فلقد سمعت أنك أناني لا يهمه سوى إرضاء نفسه وتجاهل الفقراء. كم أنك شخص طماع جشع!».
صُعق السيد «تشويه» وشعر بخوف شديد. بدأ في البكاء وراح يترجى الثعبان كي يتركه. راح يبكي ويصرخ:«أوه أرجوك! لقد كنت شخصًا سيئًا حقًا. أرجوك تجاوز عني هذه المرة، لو فعلت، لرددت لك الجميل وظللت ممتنا لك طول حياتي. أرجوك! لا تقتلني!» بدت بعض إمارات الشفقة على وجه الثعبان، واختفت نبرة الغضب المكتوم من صوته وهو يقول في رفق:«أنت رجل محظوظ! لقد فعلت زوجتك أمرًا عظيمًا أنقذ حياتك، إذ بعدما فعلته هذه السيدة الطيبة لم أعد أستطيع أن أقتلك. سوف أطلق سراحك، وعليك أن تشكر زوجتك». وبهذه الكلمات الأخيرة، اختفى المخلوق المرعب وسط الماء ثانية.
استجمع السيد «تشويه» قواه، وبدأ يتساءل في نفسه عما فعلته زوجته. أوقف رحلته إلى العاصمة، وعاد أدراجه إلى منزله. في تلك الأثناء، كانت الزوجة تنتظر عودة زوجها بتوتر وقلق. كانت تخشى أن يعنفها لأنها وزّعت الغلال دون أن تطلب إذنه. وعندما وصل زوجها إلى المنزل، صارحته بالأمر كله، ورجته أن يسامحها. كانت تتوقع أن يغضب ويثور، لكنه -لدهشتها- ابتسم في رفق وحنان، وشكرها. ثم حكى لها ما حدث له عند النهر.
ومنذ ذلك اليوم، حرص السيد «تشويه» وزوجته على فعل الخير ومساعدة الغير ومعاونة المحتاجين من أهل الحي، وعاشا حياة فاضلة جميلة.

## التراث اليدوي الكوري

### الزي الشعبي لكوريا الجنوبية
الهانبوك: هو الزي التقليدي الكوري ويعد الزي الوطني، ويرجع أصله إلى الممالك الكورية القديمة، وتختلف أشكالها حسب فصول السنة وجنس مرتديها. ويقوم الكوريون المعاصرون بارتداء ملابس هانبوك التقليدية في الأيام الخاصة مثل حفل الزفاف والأعياد وفي الأيام العادية يرتدي بعضهم ملابس هانبوك الحديثة التي تم تعديلها مناسبة للحياة العصرية.

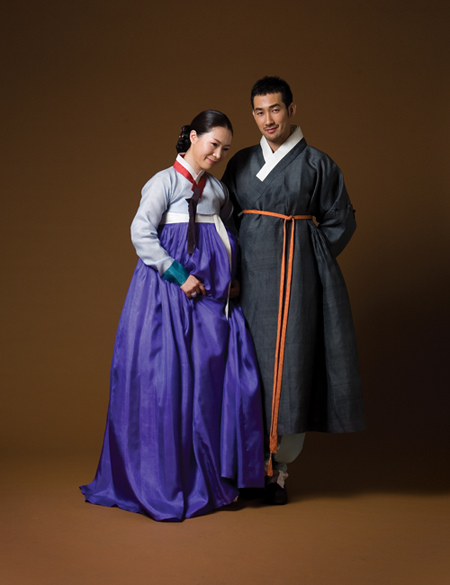
شكل اللباس التقليدي في كوريا (الهانيوك)

يتكون الهانبوك التقليدية للمرأة من جيو جوري، أي قميص أو سترة وشيما «جيبة الطويلة أو التنورة»، والتي تلبس عادة بالكامل. وغالبا ما يسمى الطقم بشيما جيو جوري. يتكون هانبوك الرجال من جيو جوري والباجي وهو البنطلون في كوريا. والباجي هي السراويل الفضفاضة في الهانبوك الرجال التقليدي.
يرجع أصل الهانبوك إلى الملابس البدوية من ثقافة سكوثيون في سيبيريا شمال آسيا، على نطاق واسع في العصور القديمة. وأقرب دليل على هذا النمط الشائع في شمال آسيا في موقع دفن كيونغنو من نون يول في شمال منغوليا، وأقرب دليل على خصائص التصميم الأساسية للهانبوك يمكن إرجاعها إلى الجداريات القديمة من جوجوريو قبل القرن الثالث ميلادي. وتنعكس الاصول البدوية في شمال آسيا، وقد تم تصميم الهانبوك لتسهيل سهولة الحركة وأيضا دمج العديد من الزخارف الشامانية. وفي هذا الوقت، البنية الأساسية للهانبوك، وهي سترة جيو جوري، والسراويل «الباجي»، والتنورة «شيما»، قد تم تصميمها. كانت تلبس السراويل القصيرة أو الضيقة والسترات إلى الخصر لكل من الرجال والنساء خلال السنوات الأولى من الممالك الثلاثة في كوريا. لا تزال البنية الأساسية والميزات الأساسية للتصميم الهانبوك دون تغيير نسبيا حتى يومنا هذا. في نهاية عصر الممالك الثلاث، بدأت السيدات النبلاء بارتداء التنانير الطويلة وسترات إلى الخصر مربوط في الوسطة وبدأ النبلاء ارتداء السراويل الفضفاضة والمربوطه والضيقة في الكاحلين، وسترة مربوطة في المعصمين والوسط. على الرغم من أن معظم التأثير الأجنبي على الهانبوك لم يدم أو كان سطحيا، باستثناء الملابس المنغولية والتي كانت تأثيرالأجنبي الوحيد الذي جعل تغييرات مرئية هامة في الهانبوك. بعد سلالة جوريو (918-1392) وقعت معاهدة سلام مع الإمبراطورية المغولية في القرن ال13، والأميرات المنغوليات الذين تزوجوا من الأسرة المالكة الكورية جلبوا معهم الأزياء المنغولية التي بدأت تسود في الحياة الرسمية والخاصة على حد سواء. ونتيجة لهذا التأثير، قصرت تنورة شيما، وارتفعت الجيو جوري حتى فوق الخصر وربطة يتم وضعها أمام الصدر ، مع وشاح طويل وواسعة، وأوت جوريوم (بدلا من ربطة) وكانت الأكمام مقوسة قليلا. ولكن التبادل الثقافي لم يكن من جهة واحدة. كان تأثير جوريو الثقافي كبير في البلاط المغولي من سلالة يوان، والأكثر وضوحا هو تبني المرأة للهانبوك من الأرستقراطيين والملكات ومحظيات البلاط المغولي.
وفي عصرنا الحالي يعتبر التأنق في أرتداء الملابس أمر مهم في كوريا الجنوبية. ويعتبر علامة على الاحترام. عادة ما يكون ارتداء البدلة وربطة العنق مناسبين في المناسبات الرسمية، مثل مقابلة أشخاص جدد. كما يتأنق الكوريون الجنوبيون في الملابس أيضًا للأنشطة المدنية، خاصةً في المدن الكبرى مثل سيول.

### (الكيمتشي) الاكلة الشعبية في كوريا الجنوبية
على عكس الصينيين واليابانيين، فإن الكوريين الجنوبيين لا يرفعون أي طبق من الأرز إلى فمهم اثناء الاكل. خلال الوجبة، تبقى الأطباق على الطاولة. كما أنه من غير المقبول الحديث عن أشياء كريهة أو قذرة عند تناول وجبات الطعام مع الآخرين أو تناول الطعام ببطء شديد أو بسرعة.
الكيمتشي طعام كوري تقليدي وأساسي لا تكاد تخلو منه مائدة فقير أو غني، وهو عبارة عن طعام أساسه مادة الملفوف (اللهانة).

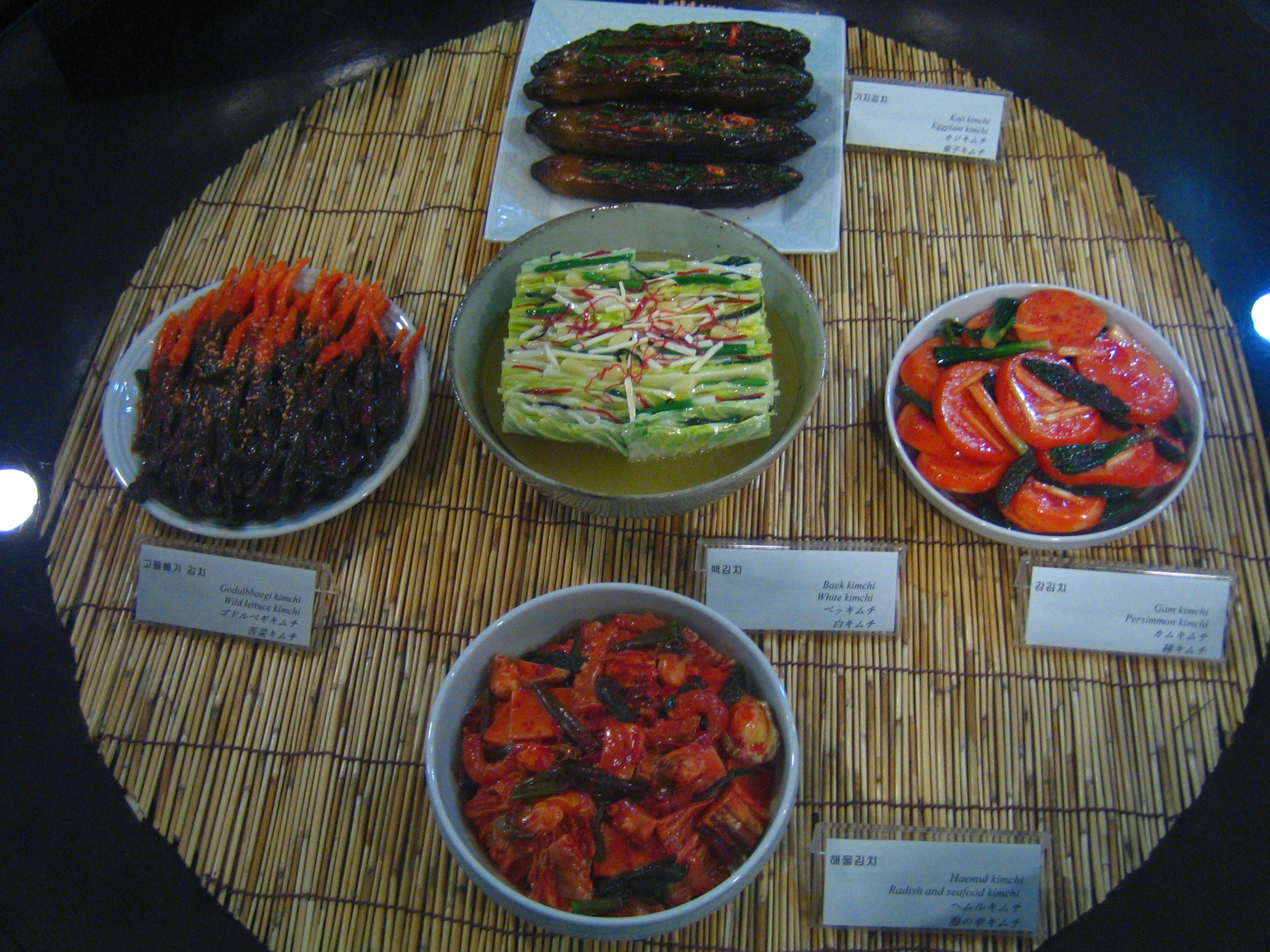
الكيمتشي

يتكون الكمتشي من الملفوف، مسحوق الفلفل الأحمر، والكثير من الملح. كما تضاف محتويات أخرى حسب الذوق المحلى أو تقاليد العائلة. توضع جميع المكونات بنسب مختلفة حسب الذوق. علما أن الكمتشي اعتُبر الوجبة الأكثر شعبية لدا الكوريين منذ مئات السنين. مع العلم أن اللون الأحمر الناتج عن إضافة مسحوق الفلفل تمت إضافتة موخرًا.
يعتبر هذا الغذاء هاما جدا بالنسبة للكوريين حيث تعمل الحكومة لديهم بضمان توفير مادة الملفوف شتاء في حالة تضررها نتيجة للبرد القارس وسوء الموسم الزراعي نتيجة للصقيع والبرد القارس.
لدى عمل الكوريين في العراق في الثمانينات من القرن الماضي، استخدم بعض الطهاة الكوريين مادة اللفت (الشلغم) لعمل الطرشي الزهري اللون ليقدم للعمال الكوريين مع وجبات طعامهم عند عدم توفر اللملفوف بالأسواق.
وأُدرج (الكيمتشي) ضمن لائحة اليونيسكو للتراث الثقافيّ غير المادّيّ في ديسمبر 2013.
ويطلق الكوريون الجنوبيون اسم (الجيم جانغ) على عملية تحظير الكيمتشي

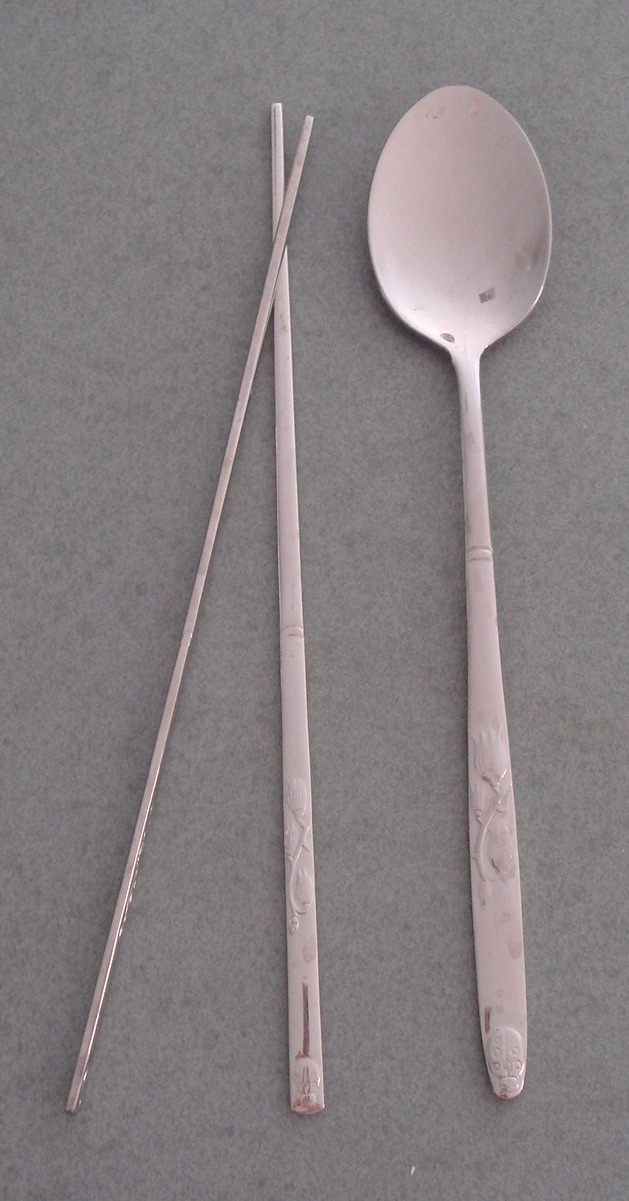
على اليسار عيدان تناول الطعام في كوريا الجنوبية، وعلى اليمين ملعقة عادية.

يتناول الكوريون طعامهم بواسطة عيدان تناول الطعام.
عيدان الأكل هي زوج من أعواد رفيعة ذات طول متساوي تستخدم في تناول الطعام التقليدي في كل من الصين، اليابان، تايوان، كوريا وفيتنام.
تستخدم أعواد الطعام في الكثير من بلدان العالم وتختلف آداب الطعام من ثقافة إلى أخرى لكن هناك آداب عامة منها:
- يجب أن لا تستخدم أعواد الطعام لإصدار أصوات أو لفت الانتباه أو للإشارة إلى الأشخاص. حيث يعتبر اللعب بأعواد الأكل سلوكاً سيئاً.
- يجب أن لا تستخدم أعواد الأكل من أجل تحريك الأطباق.
- يجب أن لا تستخدم أعواد الأكل للعب بالطعام أو بالأطباق.
- لا تستخدم أعواد الأكل مثل الشوكة عن طريق ثقب الطعام لالتقاطه، هناك استثناء من أجل تقطيع قطع اللحم أو الخضار الكبيرة.
- يجب عدم ترك أعواد الأكل ملقاة في طبق الطعام.

فن العمارة في كوريا الجنوبية:
يعود تاريخ فن العمارة الكورية إلى 30 ألف سنة قبل الميلاد.

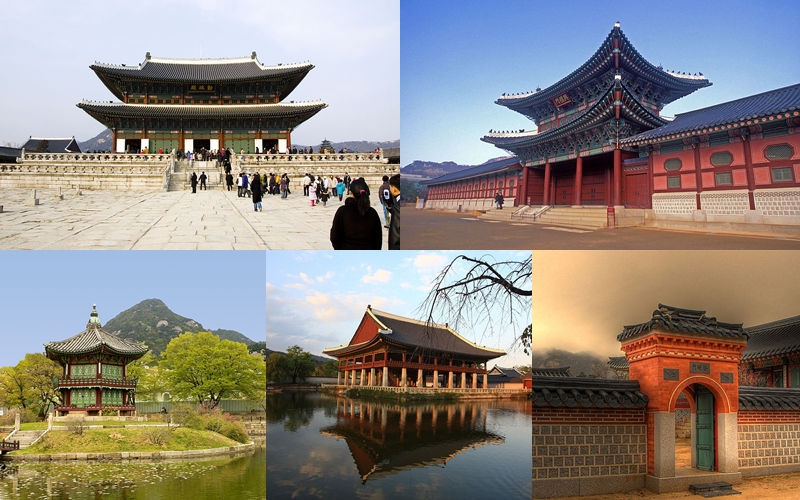
قصور(Gyeongbokgung Montage) في كوريا الجنوبية (مثال على شكل فن العمارة الكورية)

من الناحية التقنية، فإن الأبنية تبنى عمودياً وأفقياً. يرتفع المبنى عادة من الأسس الفرعية إلى أن يصل لسقف منحني مغط بالبلاط، يرتكز على هيكل دعم له، الجدران مصنوعة من التربة (الطين) وفي بعض الأحيان من أبواب خشبية متحركة. المسافة بين كل عمودين هي 3,7 تقريباً وهي مصممة بحيث تسمح بأن يكون هناك مساحة انتقالية بين «الداخل» و«الخارج».
الزوايا أو الهيكل المقوس هو عنصر معماري محدد ومصمم بعدة طرق على مر الزمن. نظام الأقواس البسيط استخدم في عهد سلالة غوغوريو (37 قبل الميلاد إلى 668 بعد الميلاد) في عدة قصور في بيونيانغ. نسخة مقوسة أخرى تضع الأقواس فقط على رؤوس أعمدة المبنى، واستخدمت خلال العهد المبكر من سلالة غوريو (918 إلى 1392)، ومن أمثلة هذه النسخة قاعة أميتا في معبد بسوك في أنتونغ. من منتصف عهد غوريو إلى بدايات سلالة جوسون، طور نظام الأقواس المتعددة (أو نظام مجموعة الأقواس العمودية الداخلية) بتأثير من دولة هان الصينية القديمة خلال حكم سلالة يوان المغولية (1279 إلى 1368). في هذا النظام وضعت الزوايا على العوارض الأفقية المستعرضة . بوابة نامدايمن في سول (إحدى ثروات كوريا الجنوبية الوطنية) هي أكثر الرموز دلالة على هذا النوع.
في منتصف عهد جوسون، ظهرت الأقواس الشبيهة بالأجنحة (من أمثلتها قاعة يونغريونغجون في جونغميو في سول) والتي تمثل الوضع المتردي لاقتصاد الدولة نتيجة الغزوات المتكررة. ظل استخدام الأقواس العنقودية المتعددة في المباني المهمة فقط كالقصور وبعض المعابد (كمعبد تونغدوسا). الكونفشيوسية الكورية قادت إلى أسلوب أكثر واقعية وبساطة.
هانوك: هو البيت الكوري التقليدي أو البيت المبني على الطراز الكوري التقليدي، ويسمى أيضا بيت جوسون. أما حالياً فتبنى البيوت في كوريا على الطراز الغربي وتسمى (اليانج أوك). يبنى الهانوك عادة في الإتجاه الجنوبي بحيث يكون مواجهاً للانهار لتخفيف درجة الحرارة الشديدة والرطوبة العالية في فصل الصيف، ويكون خلفه الجبال التي تعمل كمصدات للرياح الشديدة. يتميز الهانوك بنظام التدفئة (اوندول) عن طريق أنابيب ساخنة تمر تحت اراضي الغرف لتجنب البرودة الشديدة في فصل الشتاء، وتصنع أراضي الغرف من الخشب لترطيب حرارة الجو في فصل الصيف.
وكانت المواد الرئيسية المستخدمة في بناء الهانوك قديماً هي الخشب والطين ذو اللون الأحمر ومادة القرميد الأسود للسطح. وكانت البيوت التقليدية تبنى بدون استخدام أي مسامير، حيث كان يتم تجميعها عن طريق الأوتاد الخشبية. وكانت منازل الطبقة العليا تتكون من عدة بنايات، الأول لإقامة النساء والأطفال، والثاني لإقامة ضيوف العائلة والرجال، والمبنى الآخر لإقامة الخدم، مع بناء الجدار أو السور الذي يحيط بالبناء كله. ويوجد خلف المنزل نصب تذكاري للجدود. وفي بعض الاحيان كان يبنى خارج المنزل امام السور حوض لزهور اللوتس. أما المنازل التقليدية البسيطة فكانت مستطيلة الشكل وتتكون من مطبخ وحجرة على أحد الجانبين. مر الطراز المعماري الكوري التقليدي بتغيرات عديدة بسبب تتابع الممالك القديمة في كوريا، لكن معظم البيوت الكورية التقليدية الموجودة حالياً مبنية على الطراز المعماري المستخدم في عصر مملكة جوسون والعصر الذي تلاه.
وفي العادة يتكون الهانوك من:
- باب رئيسي: ينقسم إلى نوعين؛ بيونغ تيه مون (평대문) وسوسل تيه مون (솟을대문)الذي تتميز به القصور ومنازل الأثرياء.
- ساحة خارجية.
- مطبخ.
- غرفة الضيوف.
- غرف نوم.
- أرضية خشبية.
- أسطبل.
- دورة مياة.
- منصة: مرتفعة عن أرضية المنزل لمنع دخول مياه الأمطار إلى الداخل، وتصنع عامةً من الاحجار.[9]

## التراث الثقافي والطقوس

### التحية ولغة الجسد
التحية التقليدية في كوريا الجنوبية هي (الانحناء) ويعني ان تنحني للشخص الذي تقابله للمرة الاولة، وغالباً ما تصاحب الانحناءات عبارات التحية.

### طقوس الزواج

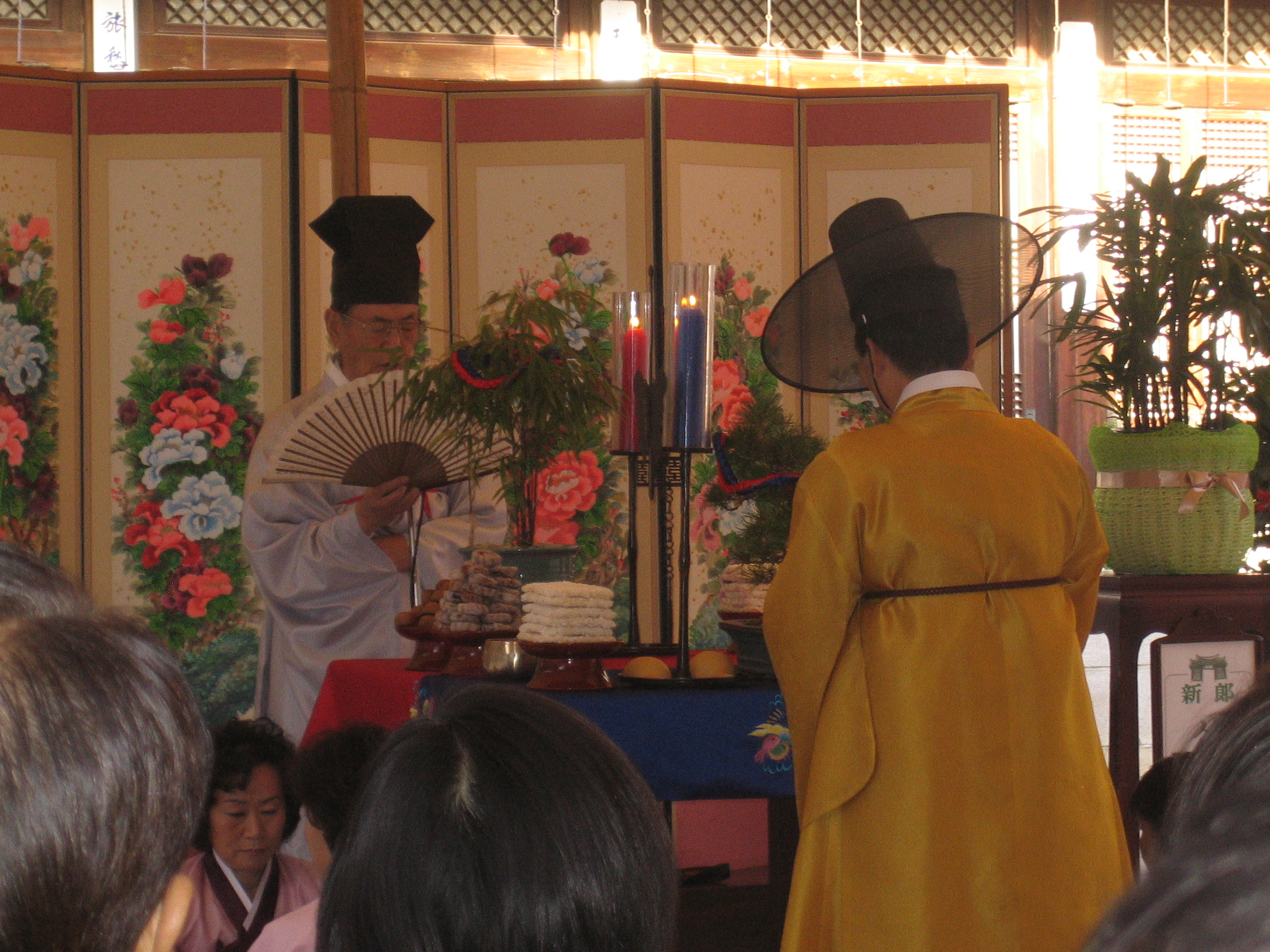
مراسم الزواج في كوريا الجنوبية

قديما الزفاف الكوري التقليدي يتألف من طقوس خاصة. حيث ان كوريا كانت مجتمع يسود فيه الديانة كونفوشيوسية مع مبادئ أخلاقية صارمة التي غالباً ما تفصل بين النساء والرجال؛ ولهذا السبب كان يتم ترتيب الزواج خلال وسيط. عندما ينجح الوسيط في التوفيق بين الزوجين، عائلة العريس ترسل رسالة تنص فيها ثروات العريس إلى عائلة العروس. ثمّ ترد عائلة العروس على هذه الرسالة بتحديد تاريخ الزفاف. ففي العصور القديمة، كان الكوريون يقيمون حفلات الزفاف في ساحة العروس أو المنزل. كان يذهب العريس على حصان إلى بيت العروس وبعد مراسم الزواج يأخذ العروس إلى بيت أهله على كرسى حمال يسمى «جاما 가마». وفي حفلات الزفاف التقليدية يحمل الناس العروس والعريس إلى حفل الزفاف في «جاما 가마» منفصل، بسبب الصعوبات التي تشكلها تضاريس جبلية لشبه الجزيرة الكورية، وعدم وجود طرق مسطحة، وكان يفضل حملهم على عربات ذات عجلات.
ولكن في العصر الحديث بعد تطور التكنولوجيا والعولمة يأخذ العروس والعريس سيارة أجرة لحفل زفافهم. قديما كان يحمل الملوك والأرستقراطيين علي كرسى نقال يسمى «غاما». كانت تستخدم في المقام الأول من قبل الملوك والمسؤولين الحكوميين .كان هناك ستة أنواع من «جاما»، وكانت تعين لمختلف المسؤولين الحكومين . في حفلات الزفاف التقليدية، كان العروس والعريس يرتدون الزى الرسمي لحفل الزفاف، وكان يسمح للضيوف ارتداء الملابس الفاخرة فقط في يوم زفافهما. وكانت تستخدم الفوانيس لإنارة الطريق من منزل العريس إلى منزل العروس في ليلة قبل الزفاف. فعادة كانت تحمل عائلة العريس «صندوق الزفاف» مليئ بالهدايالعائلة العروس. وكان يعتبر «االإوز الزفافى» هي رمز لزواج طويل وسعيد. وطائر ال «كركية» رمز للحياة الطويلة ويمكن أن يكون ممثل في وشاح المرأة. وغالبا ما تستخدم أزواج من المنحوتات الخشبية لبطة الماندرين يسمى «البط الزفافى» في مراسم الزفاف التقليدية لأنها تمثل السلام، والإخلاص، وذرية وفيرة، رمزا لوعد العريس أن يكون وفي لعروسه.البط والإوز هي الحيوانات التي هي معروفة للتزاوج مدى الحياة وذلك قديماً، والعريس من شأنه أن يعطي والدة عروسته أوزة حية لتمثيل الإخلاص لها، ولكن الآن تم استبدال أوزة حية من قبل واحدة من الخشب. في الثقافة الكورية تمثل هذه الحيوانات رموز مثالي من الإخلاص ويتم دمجها في حفلات الزفاف.
يتم تنفيذ طقوس الزواج في منزل العروس في والتي يتم تحديد الموعد مع مساعدة من كاهن. عندما يحين الوقت لبدء الحفل، العريس، يحمل ممثل أسرة العريس يسمى «سانجيج» أو «الضيف الأهم» صندوق الهدايا يسمى «هام» ورجل يحمل بطة من الخشب. وكان اثنين أو ثلاثة رجال آخرين يذهبون معه إلى قرية العروس.عند وصول العريس في القرية، يخرج العريس إلى الغرفة التي تقع أمام منزل العروس. في هذه الغرفة العريس يرتدى البدلة، ويتضمن قبعة ، ومعطفاأزرق مع ضفائر من الأمام والخلف، وحزام، وحذاء اسود.
في الوقت المناسب، يدخل الرجل الذي كان يحمل يدخل منزل العروس أولا. في الفناء الامامي هناك طاولة صغيرة مغطاة بقطعة قماش حمراء يضع صندوق الهدايا . وعلى الأم، أو امرأة مع العديد من الأبناء، جلبه إلى غرفة خشبية متعددة الطوابق، وتفتح غطاء الصندوق، وتتنبأ بمستقبل العروس.

### طقوس الدفن والجنائز
الذهاب إلى صلاة الجنازة: في دولة كوريا الجنوبية ينطوي الذهاب إلى جنازة على الصلاة من أجل الشخص المتوفى للراحة في الجنة، ويرتبط بطاعة الوالدين. الجنازات والطقوس هي احتفالات تنظمها العائلة، وتعتبر مسؤوليتها هي الإشراف عليها. مؤخرا تغيرت عادات الجنازة بشكل ملحوظ. على سبيل المثال، كثير من الناس يفضلون حاليا ان يكون لديهم جنازات صغيرة وأن يتم حرق جثثهم بدلاً من دفنهم.
الزيارة للتعزية: هناك في دولة كوريا الجنوبية، تعني عبارة «الزيارة للعزاء» إظهار الحزن تجاه المتوفي وتقديم العزاء للمشيعين. في كوريا الجنوبية، يسمى نداء التعزية (جومو) [(조문 (弔 問)] أو (مون سانج) [(문상 (問 喪)]. إذا كان الشخص أكبر سناً من الشخص المتوفى، فإن هذا الشخص يجب أن ينحني فقط إلى المعزين الأساسيين للشخص المتوفى.